# Änglaspel

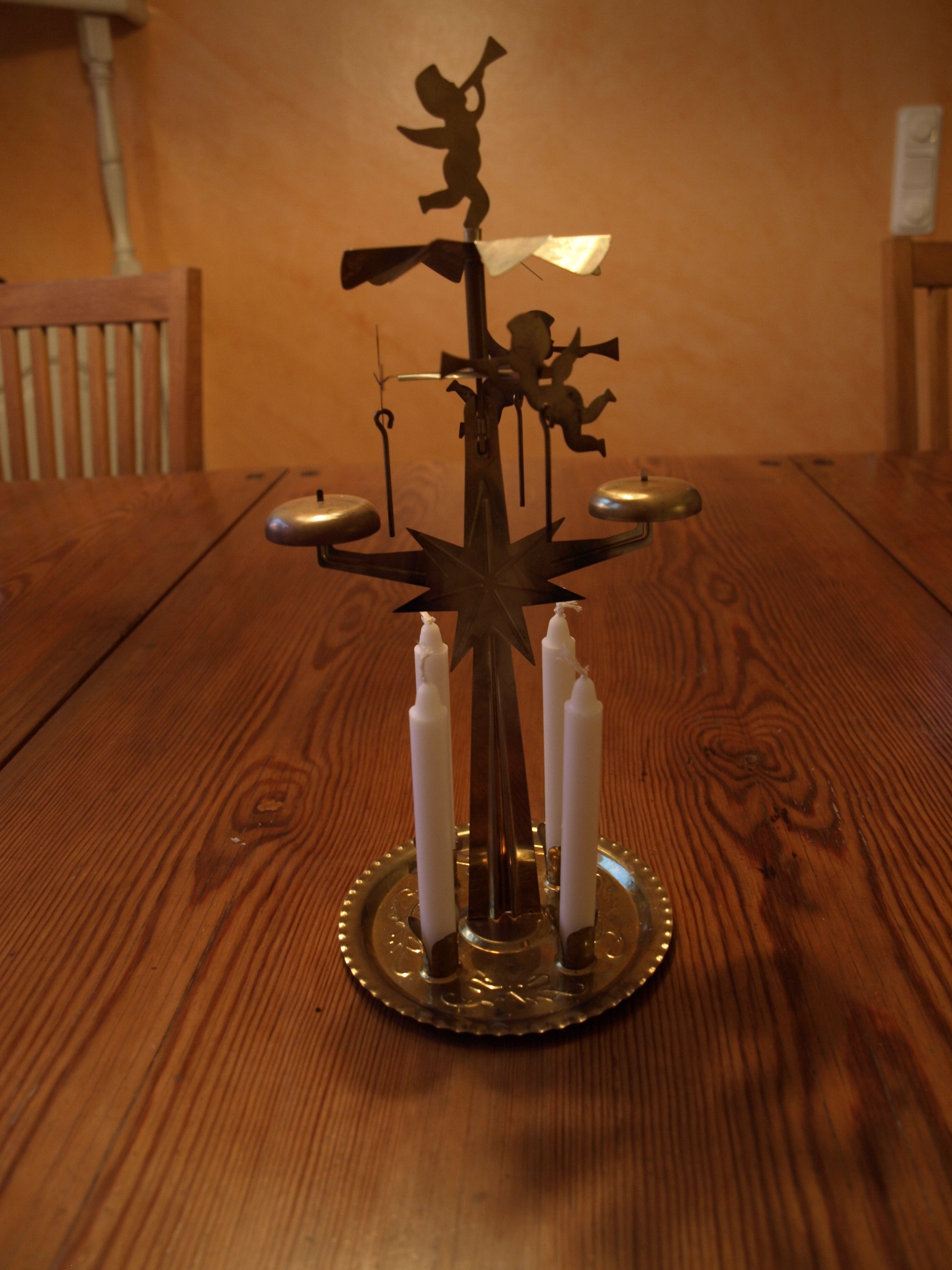
Ett modernt änglaspel.

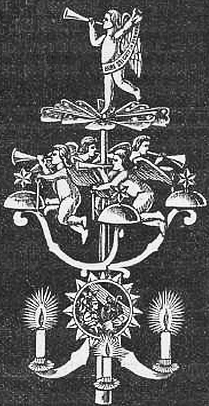
Ett änglaspel från 1906

Änglaspel är en slags spelande mässingsljusstake. Värmen från ljusen stiger och får en enkel turbin att snurra. Vid turbinen är änglafigurer fästa och när dessa snurrar slår de an mot små klockor, varvid ett "spelande" ljud uppstår. 
Det tidigast kända patentet för ett änglaspel är från början av 1900-talet och tillhörde Walter Stock från den tyska leksaksfirman Adrian & Stock. Det var inte en helt ny produkt, utan en utveckling av julpyramiderna som ingår i den tyska jultraditionen. Tysktillverkade änglaspel från tiden före andra världskriget tillverkades vanligen av tenn. 
Erik Boberg från Gävle utvecklade designen 1948 och det svensktillverkade änglaspelet exporterades därefter till 25 länder i såväl Europa som Nordamerika. 1952 tillverkades 75 000 änglaspel i Sverige och merparten exporterades till svenskbygder i USA. De svenska änglaspelen hade en enklare design med färre delar, änglar med pompadourfrisyrer och var tillverkade i mässing. Som tillbehör och festligt alternativ till änglafigurer fanns även clowner och hästar. Tillverkningen i Sverige skedde länge i Hille, men flyttades senare till Valbo. Tillverkningen av änglaspel i Sverige lades ned.
Det finns en uppsjö av olika varianter av änglaspel, med olika motiv, med eller utan klockor. Nytillverkade är ofta kopior producerade i Kina.

## Världens största änglaspel
Julen 1995 beställdes ett över åtta meter högt änglaspel av Gävle kommun inför sitt 550-årsjubileum. Spelet satte upp på Stortorget i Gävle och kom med i Guinness rekordbok. Efter kritik mot färgen och klangen magasinerades änglaspelet och 1997 flyttades det till taket på en byggnad i Valbo där de små änglaspelen då tillverkades, och har gett namnet "Änglahöjden" åt området där den är placerad.